# Wind It Up (Rewound)
Wind It Up (Rewound) – tytuł szóstego singla brytyjskiej formacji The Prodigy. Singel został wydany 29 marca 1993 r. i dotarł do 11. pozycji na liście najlepiej sprzedających się singlii w Wielkiej Brytanii.

## Lista utworów

### 7" vinyl (XLS 39)
A. "Wind It Up (Rewound)" (6:15)
B. "We Are the Ruffest" (5:30)

### 12" vinyl (XLT 39)
1. "Wind It Up (Rewound)" (6:15)
2. "We Are the Ruffest" (5:30)
3. "Weather Experience" (8:05)

### CD single
1. "Wind It Up" (The Rewound Edit) (3:29)
2. "We Are the Ruffest" (5:30)
3. "Weather Experience" (Top Buzz Remix) (6:45)
4. "Wind It Up (Rewound)" (6:15)

### Elektra CD single
1. "Wind It Up" (The Rewound Edit) (3:29)
2. "Wind It Up" (Tightly Wound) (6:03)
3. "Wind It Up" (Forward Wind) (5:57)
4. "Wind It Up" (Unwind) (5:38)
5. "We Are the Ruffest" (5:30)
6. "Weather Experience" (Top Buzz Remix) (6:45)
7. "Wind It Up" (Bonus Beats) (1:57)